# Friedolsheim
Friedolsheim (elsässisch „Freedelse“) ist eine französische Gemeinde mit 269 Einwohnern (Stand 1. Januar 2021) im Département Bas-Rhin in der Region Grand Est (bis 2015 Elsass). Am 1. Januar 2015 wechselte die Gemeinde vom Arrondissement Strasbourg-Campagne zum Arrondissement Saverne.

## Geografie
Friedolsheim liegt im Nordosten Frankreichs im Kochersberg 27 Kilometer nordwestlich von Straßburg. Nachbargemeinden von Friedolsheim sind Littenheim im Norden, Saessolsheim im Nordosten, Landersheim im Südosten, Maennolsheim im Südwesten, Wolschheim im Westen und Altenheim im Nordwesten.

## Geschichte
Bei archäologischen Ausgrabungen wurden Überreste einer Straße aus dem 2. Jahrhundert ausgemacht. Aus dem Jahr 770 – damals besaß dort die Abtei Fulda Ländereien – stammt eine erste schriftliche Erwähnung. Im Jahr 826 hieß das Dorf „Friedesheim“ und war eines der Grafschaftsdörfer. Friedesheim wurde durch den Bischof von Straßburg und den Kaiser gemeinsam verwaltet. Sie waren für je eine Hälfte zuständig. Im Jahr 1496 kaufte die Stadt Straßburg dem Kaiser dessen Hälfte ab. Seit 1803 ist Friedolsheim eine eigenständige Gemeinde.
Ein adeliges Geschlecht „von Friedolsheim“ ist 1374 erwähnt. Die „von Friedolsheim“ waren Lehensleute der Herren von Ettendorf, die in Friedolsheim begütert waren.
Kirchlich war Friedolsheim Filiale der Pfarrei Männolsheim. Kaplanei seit 1343.

### Bevölkerungsentwicklung
| 1962 | 1968 | 1975 | 1982 | 1990 | 1999 | 2005 | 2012 | 2014 |
| ---- | ---- | ---- | ---- | ---- | ---- | ---- | ---- | ---- |
| 146  | 175  | 170  | 181  | 192  | 211  | 231  | 257  | 248  |

## Sehenswürdigkeiten
- Ein Kreuz aus dem Jahr 1702
- Die Kirche des Ortes, Saint Denis, wurde 1803 errichtet, der Taufstein stammt aus dem Jahr 1652.

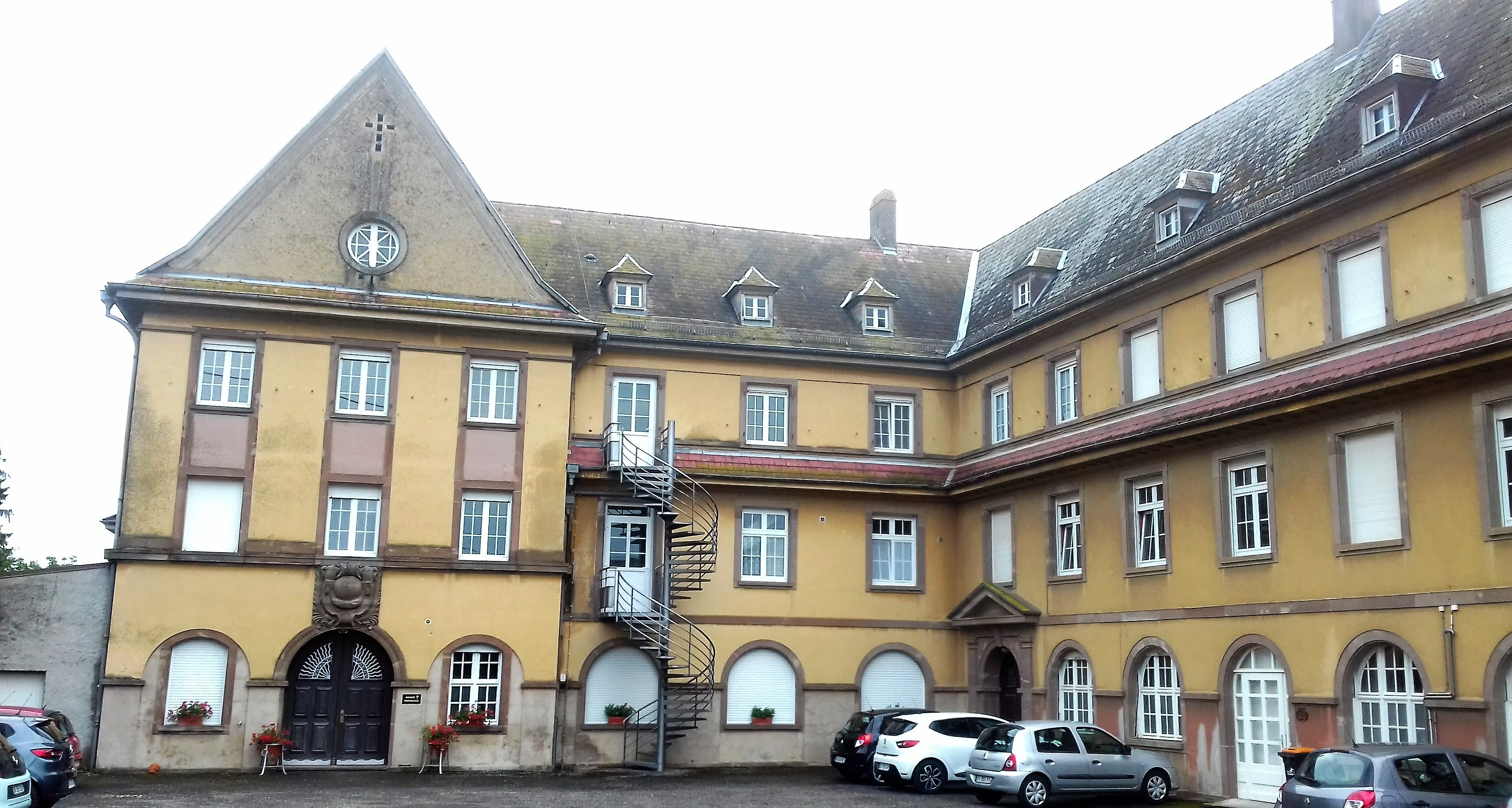
Kloster Friedolsheim